# Copiapit
Copiapit ist ein relativ selten vorkommendes Mineral aus der Mineralklasse der „Sulfate (Selenate, Tellurate, Chromate, Molybdate und Wolframate)“ mit der chemischen Formel Fe2+Fe3+4[(OH)2|(SO4)6]·20H2O und damit chemisch gesehen ein wasserhaltiges Eisen-Sulfat mit zusätzlichen Hydroxidionen. Copiapit ist dabei das am häufigsten vorkommende Ferrisulfat.
Copiapit kristallisiert im triklinen Kristallsystem, entwickelt aber nur millimetergroße Kristalle mit dünntafeligem Habitus und perlmuttähnlichem Glanz auf den Tafelflächen. Meist findet er sich in Form krustiger Überzüge sowie schuppiger oder körniger bis pulvriger Mineral-Aggregate. Je nach Ausprägung ist das Mineral durchsichtig bis undurchsichtig und von hell- bis dunkelgelber oder gelboranger Farbe. In dichten Aggregaten kann Copiapit aber auch gelbgrün bis olivgrün erscheinen. Seine Strichfarbe ist dagegen immer hellgelb.
Mit einer Mohshärte von 2,5 bis 3 gehört Copiapit zu den weichen bis mittelharten Mineralen, die sich etwas leichter als das Referenzmineral Calcit mit einer Kupfermünze ritzen lassen.

## Etymologie und Geschichte
Erstmals entdeckt wurde Copiapit in der Provinz Copiapó nahe der gleichnamigen Stadt in der chilenischen Región de Atacama.
Wissenschaftlich beschrieben wurde Copiapit 1833 durch Heinrich Rose unter der Bezeichnung Basisches schwefelsaures Eisenoxyd. Wilhelm von Haidinger benannte das Mineral 1845 nach dessen Typlokalität.
Da der Copiapit bereits lange vor der Gründung der International Mineralogical Association (IMA) bekannt und als eigenständige Mineralart anerkannt war, wurde dies von ihrer Commission on New Minerals, Nomenclature and Classification (CNMNC) übernommen und bezeichnet den Copiapit als sogenanntes „grandfathered“ (G) Mineral. Die seit 2021 ebenfalls von der IMA/CNMNC anerkannte Kurzbezeichnung (auch Mineral-Symbol) von Copiapit lautet „Cpi“.
Das Typmaterial des Minerals wird an der Harvard University in Cambridge, Massachusetts (USA) unter der Inventarnummer 99059 aufbewahrt.

## Klassifikation
In der veralteten 8. Auflage der Mineralsystematik nach Strunz gehörte der Copiapit zur Mineralklasse der „Sulfate, Chromate, Molybdate und Wolframate (einschließlich einiger Selenate und Tellurate)“ und dort zur Abteilung „Wasserhaltige Sulfate mit fremden Anionen“, wo er gemeinsam mit Zincocopiapit in der „Copiapit-Reihe“ mit der Systemnummer VI/D.04b steht.
In der zuletzt 2018 überarbeiteten Lapis-Systematik nach Stefan Weiß, die formal auf der alten Systematik von Karl Hugo Strunz in der 8. Auflage basiert, erhielt das Mineral die System- und Mineralnummer VI/D.10-050. Dies entspricht ebenfalls der Abteilung „Wasserhaltige Sulfate, mit fremden Anionen“, wo Copiapit zusammen mit Aluminocopiapit, Botryogen, Calciocopiapit, Chaidamuit, Cuprocopiapit, Ferricopiapit, Guildit, Magnesiocopiapit, Zincobotryogen und Zincocopiapit die „Copiapitgruppe“ mit der Systemnummer VI/D.10 bildet.
Auch die von der International Mineralogical Association (IMA) zuletzt 2009 aktualisierte 9. Auflage der Strunz’schen Mineralsystematik ordnet den Copiapit in die Abteilung „Sulfate (Selenate usw.) mit zusätzlichen Anionen, mit H2O“ ein. Diese ist allerdings weiter unterteilt nach der relativen Größe der beteiligten Kationen und der Kristallstruktur. Das Mineral ist hier entsprechend seiner Zusammensetzung und seinem Aufbau in der Unterabteilung „Mit ausschließlich mittelgroßen Kationen; isolierte Oktaeder und begrenzte Einheiten“ zu finden, wo es zusammen mit Aluminocopiapit, Calciocopiapit, Cuprocopiapit, Ferricopiapit, Magnesiocopiapit und Zincocopiapit die „Copiapitgruppe“ mit der Systemnummer 7.DB.35 bildet.
In der vorwiegend im englischen Sprachraum gebräuchlichen Systematik der Minerale nach Dana hat Copiapit die System- und Mineralnummer 31.10.05.01. Das entspricht ebenfalls der Klasse der „Sulfate, Chromate und Molybdate“ (und Verwandte) und dort der Abteilung „Wasserhaltige Sulfate mit Hydroxyl oder Halogen“. Hier findet er sich innerhalb der Unterabteilung „Verschiedene wasserhaltige Sulfate mit Hydroxyl oder Halogen“ in der „Copiapitgruppe“, in der auch Magnesiocopiapit, Cuprocopiapit, Ferricopiapit, Calciocopiapit, Zincocopiapit und Aluminocopiapit eingeordnet sind.

## Kristallstruktur
Copiapit kristallisiert triklin in der Raumgruppe P1 (Raumgruppen-Nr. 2) mit den Gitterparametern a = 7,39 Å; b = 18,21 Å; c = 7,29 Å; α = 93,7°; β = 102,0° und γ = 99,3° sowie einer Formeleinheit pro Elementarzelle.
Die Kristallstruktur von Copiapit besteht entlang [101] aus Ketten komplexer Metall-Koordinations-Oktaeder (Fe3+O3(OH)(H2O)2) und [SO4]-Tetraedern. Die Ketten werden über Wasserstoffbrückenbindungen zusammengehalten.

## Eigenschaften
Das Mineral ist wasserlöslich und sollte daher vor Feuchtigkeit geschützt aufbewahrt werden.

## Bildung und Fundorte

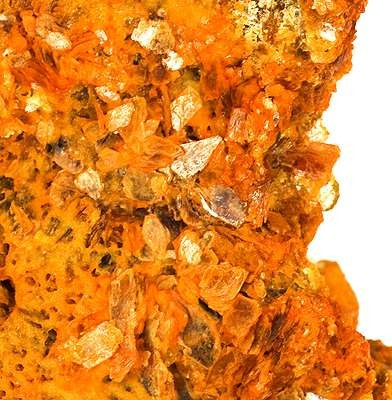
Schuppiges Aggregat mit glänzenden, glimmerähnlichen Copiapitkristallen aus der Alcaparrosa Mine, Cerritos Bayos, Calama, Antofagasta, Chile (Gesamtgröße der Probe: 11,9 cm × 7,4 cm × 4,0 cm)

Copiapit bildet sich als Sekundärmineral typischerweise unter Einfluss saurer Grubenwässer durch Verwitterung und Oxidation von Pyrit und anderen eisenhaltigen Sulfiden oder mithilfe von Bakterien, z. B. Acidithiobacillus ferrooxidans (siehe auch Acidithiobacillus) in einer breiten Palette von Gesteinsarten. Aufgrund seiner Wasserlöslichkeit ist das Mineral allerdings nur in ariden Klimazonen stabil. In seltenen Fällen kann Copiapit auch durch fumarole Vorgänge entstehen. Je nach Fundort können unter anderem Alunogen, Amarantit, Botryogen, Butlerit, Fibroferrit, Halotrichit und Melanterit als Begleitminerale auftreten.
Als eher seltene Mineralbildung kann Copiapit an verschiedenen Fundorten zum Teil reichlich vorhanden sein, insgesamt ist er aber wenig verbreitet. Weltweit sind bisher rund 420 Vorkommen für Copiapit dokumentiert (Stand 2025). Neben seiner Typlokalität Copiapó und der nahe gelegenen Tierra Amarilla in der Atacama Region trat das Mineral in Chile noch auf der Halbinsel bei Mejillones und im Kupfertagebau Chuquicamata in der Región de Antofagasta sowie bei Cuya in der Región de Arica y Parinacota auf.
In Deutschland fand man Copiapit bisher unter anderem in der Grube Clara bei Oberwolfach und der Grube Wildsbach im Untermünstertal in Baden-Württemberg, einer Tongrube bei Bad Freienwalde in Brandenburg, im Rammelsberg in Niedersachsen, in der Grube Anna und den Zechen Julia, Christian Levin und Auguste Victoria in Nordrhein-Westfalen, der Grube Friedrichssegen in Rheinland-Pfalz, in den Steinbrüchen der Gemeinde Nonnweiler im Saarland, der Grube „Willi Agatz“ bei Dresden in Sachsen sowie in den Schiefersteinbrüchen bei Lehesten in Thüringen.
In Österreich fand man das Mineral unter anderem am Hüttenberger Erzberg in Kärnten, bei Amstall in Niederösterreich, im Hüttwinkltal/Raurisertal und bei Mitterberg (Gemeinde Mühlbach am Hochkönig) in Salzburg, im Steinbruch Schlarbaum bei Klausen (Bad Gleichenberg) und an der Zinkwand (Schladminger Tauern) in der Steiermark sowie in einem Gneis-Steinbruch bei Rufling in Oberösterreich.
In der Schweiz kennt man Copiapit bisher nur aus dem Valle del Trodo bei Magadino im Kanton Tessin sowie Saint-Luc und Granges (Gemeinde Sitten) im Kanton Wallis.
Weitere Fundorte liegen unter anderem in der Antarktis, in Argentinien, Australien, Belgien, Bolivien, Bulgarien, China, Frankreich, Griechenland, Iran, Irland, Italien, Japan, Kanada, Mazedonien, Marokko, Mexiko, Neuseeland, Norwegen, Peru, Polen, Portugal, Rumänien, Russland, der Slowakei, in Schweden, Spanien, Südafrika, Tschechien, der Ukraine, in Ungarn, im Vereinigten Königreich (England, Wales) und den Vereinigten Staaten von Amerika.